# Rosa de Carvalho Alvarenga
Rosa de Carvalho Alvarenga, também conhecida como Dona Rosa, Nha Rosa ou Rosa de Cacheu (* 1780s em Cacheu, Guiné Portuguesa ; † 1860), foi uma importante dona de plantações, comerciante e a maior traficante de escravos na colónia portuguesa da Guiné, hoje Guiné-Bissau. Era neta de Carlos de Carvalho Alvarenga e mãe de Honório Barreto, um dos mais importantes oficiais coloniais portugueses da Guiné Portuguesa no século XIX.

## Vida

### Origem
Rosa de Carvalho Alvarenga nasceu na cidade portuária de Cacheu, na colónia portuguesa da Guiné, na década de 1780. Dona Rosa cresceu na sua cidade natal, que era na época, um dos mais importantes centros de comércio de escravos da costa guineense. 
A sua família estava fortemente envolvida no comércio, na administração do território ocupado por Portugal e possuía propriedades na região de Cacheu / Casamance desde as primeiras fortalezas construídas por portugueses nos anos 1640. O pai de Dona Rosa, Manuel de Carvalho Alvarenga, pertencia a uma família cabo-verdiana e serviu na colónia como capitão dos portos de Cachéu, Farim e Ziguinchor. Para além disto também se dedicava a actividades comerciais nas quais trocava pólvora, ferro e armas por  escravos, sal, cera de abelha, arroz e marfim. 
O irmão de Dona Rosa, Francisco de Carvalho Alvarenga, foi um importante comerciante em Ziguinchor e a sua tia Josefa de Carvalho Alvarenga, era uma cabo-verdiana que casou com oficiais ricos e que possuía grandes propriedades e escravos em Cabo Verde. Desconhece-se a origem materna de Dona Rosa, mas presume-se que pertencesse ao ao povo Banhum com uma longa tradição de famílias dedicadas ao comércio. 

### Casamento com João Barreto
Por volta de 1802, casou-se com João Pereira Barreto Júnior (* 1772)  um alto funcionário de Cacheu que fundou uma casa de comércio, que era filho de um padre cabo-verdiano e de uma escrava guineense.  Com ele, Dona Rosa teve dois filhos, Maria Pereira Baretto e Honório Pereira Barreto. O casamento dos dois deu-se também por questões económicas, pois através dele uniram-se duas importantes famílias de comerciantes da colónia. Dois anos após o casamento, o marido foi nomeado Capitão-Mor (administrador) de Cacheu em 1804, sendo muito conceituado na colónia, bem como em Cabo Verde e Lisboa. 
Dona Rosa, era vista como uma comerciante experiente e capaz, que mantinha relações particularmente boas com os povos do interior da colónia, enquanto o marido cuidava das relações comerciais com Portugal, Brasil e Cabo Verde. Ambos possuíam vários navios que também estavam envolvidos no comércio intercontinental de escravos. 

### "Boom" da empresa familiar
Em 1829, o marido de Dona Rosa morreu repentinamente. Nha Rosa  trouxe volta o filho Honório, que tinha sido enviado para estudar na Universidade de Coimbra, para  gerir com ele os negócios da família na Guiné. As fortunas comerciais administradas em conjunto pelos dois foram extremamente bem-sucedidas, de modo que mãe e filho dominaram o comércio nas regiões de Cacheu / Ziguinchor até meados da década de 1850. 
Apesar de o filho ter tomado algumas medidas que visavam acabar com o tráfico de escravos, isto não o impediu e à mãe de continuarem a fazê-lo nas décadas de 1830 a 1840.
Dona Rosa dominou do tráfico intercontinental de escravos de tal maneira que ela chegou a dar aos capitães instruções precisas sobre as travessias para a América, a fim de contornar as patrulhas costeiras, da comissão internacional sedeada na Serra Leoa que procurava acabar o tráfico transatlântico de escravos. 
O bom relacionamento que tinha com povos como os Pepel, Bainounka e Felupe, permitiu que a sua actividade comercial não se limitasse apenas aos escravos; ela obtinha informações importantes sobre as rotas de contrabando e foi uma das primeiras a cultivar arroz na região do rio Saral - que também podia ser usado como rota de contrabando. 
Posteriormente, teve plantações na ilha cabo-verdiana de Santiago, para que a sua família pudesse comercializar escravos, arroz, algodão, tabaco, cera de abelha, entre outros produtos nesta ilha.  Ela obtinha estas mercadorias usando algodão (cultivado nas ilhas que era utilizado para fazer tecidos), tabaco e pólvora como moeda de troca.
Em 1834, o filho de Nha Rosa, foi nomeado Capitão-Mor (administrador) de Cacheu pela primeira vez e mais tarde foi nomeado Capitão-Mor de Bissau (1837 a 1839), o mais alto cargo colonial em território português. Honório combinou habilmente a diplomacia política com as transacções comerciais da mãe, o que permitiu aos negócios da família voltassem a florescer a partir da década de 1840. 
Acredita-se que ele a sua ascensão deve-se principalmente à reputação e influência politica da mãe que foi em várias ocasiões para servir de mediadora entre as populações de 
Ziguinchor, Cacheu e Farim e as autoridades das cidades, em algumas ocasiões não se coibiu de utilizar o seu exército de escravos como força dissuasora. Ela tinha interesse em apaziguar qualquer conflito pois estes afectavam seriamente o comércio na região.
Por volta de 1850, os negócios mercantis de Rosa Alvarenga  monopolizavam quase toda a região de Cacheu / Ziguinchor. De acordo com o censo de escravos de 1856, maioria dos escravos pertencia-lhe, mais de 15% do total. 

### Morte do filho, morte da mãe
Em 1859, o filho de Dona Rosa, Honório, morre inesperadamente, o que a abalou. Ela morre pouco depois. Os herdeiros não conseguiram travar o declínio dos negócios da família, mas os descendentes de Alvarenga e Barreto continuaram a ser nomes importantes na política e no comércio da Guiné portuguesa. 